# Véneto Estado
Véneto Estado (en italiano: Vèneto Stato) es un partido político venetista e independentista activo en Véneto, de ideología tolerante, europeista y liberal.

## Historia
Nacido el 12 de septiembre de 2010 en Cadoneghe (Padua), es la unificación de los pequeños partidos venetistas independentistas (incluyendo el Partido Nacional Véneto, PNV), ya que el más votado partido venetista, la Liga Véneta–Liga Norte, no se puede considerar de ambición separatista.
El primer secretario del partido fue el véneto-estadounitense Lodovico Pizzati, economista —con un doctorado de la Universidad de Georgetown—, profesor universitario y colaborador del Banco Mundial en Washington D. C. En octubre de 2011, el congreso del partido, que se reunió en Vicenza, eligió a Antonio Guadagnini como nuevo secretario, junto con un nuevo liderazgo, después de que la facción de Pizzati perdiese la mayoría en el partido. Guadagnini es un exmiembro de la Unión de Cristianos y Demócratas de Centro y comandó el partido en las elecciones provinciales de mayo de 2011 en Treviso, ganando el 1,5% de los votos.
Con creciente número de inscritos y activistas, VS tiene como objetivo la independencia, sin violencia alguna, del Véneto y de las tierras antiguamente venecianas. Único partido de este estilo en Véneto, tiene un potencial para lograr un 4–5% en las próximas elecciones.

## Liderazgo
- Secretario: Lodovico Pizzati (2010–2011), Antonio Guadagnini (2011–presente)
- Presidente: Giustino Cherubin (2010–2011), Lucio Chiavegato (2011–presente)